# 浄土寺 (島根県美郷町)
浄土寺（じょうどじ）は、島根県邑智郡美郷町にある浄土真宗本願寺派の寺院。山号は西原山。

## 沿革
鎌倉時代の徳治元年(1306年)、真海(しんかい）が親鸞の6人の高弟のうちのひとりである兄の了海(りょうかい）を請じて、開山した。
江戸時代には、「佐波小原の御坊」と呼ばれ、末寺100余りを擁した巨刹であった。
本堂・持仏堂・庫裏・鐘撞堂・山門からなり、現在も、9,500平方メートルの境内を有している。
11月20日から22日の報恩講が、石見三大祭の一つに数えられている。

## 交通アクセス
- 西日本旅客鉄道(JR西日本)三江線粕淵駅下車